# 公認心理師
公認心理師（こうにんしんりし）は日本の国家資格。
公認心理師法を根拠とし、「心理に関する支援を要する者の心理状態の観察・分析」・「心理に関する支援を要する者との心理相談による助言・指導」・「心理に関する支援を要する者の関係者との心理相談による助言・指導」・「メンタルヘルスの知識普及のための教育・情報提供」（第2条）を行う。
心理職としては唯一の国家資格である。

## 立法過程
2005年に「臨床心理士及び医療心理師法案」を議員立法する動きがあった。政府提案ではなく議員立法が目指された背景には、関係団体の間で意見集約・合意形成が難しい状況と規制緩和・行政改革の流れの中で政府提案による国家資格化には課題が多いことがあった。最終的には関係団体の意見がまとまらず、国会提出に至らなかった。
意見の調整を経た後、2014年の第186回国会に「公認心理師法案」として提出された。この法案は第187回国会での衆議院解散に伴い審査未了となり、継続審議となった。
2015年の第189回国会において改めて法案が審議され、与野党間で協議が整ったことを受けて、衆議院文部科学委員長提出の議員立法として、衆・参ともに全会一致での可決により成立した。また、衆・参それぞれの委員会では、6項目の付帯決議が全会一致で採択された。

## 名称の扱い
名称独占資格として規定され（第44条第1項）、公認心理師の有資格者以外は「心理師」という名称の使用が禁止されている（第44条第2項）。ただし、混乱がおこることを避けるため「心理士」などの「士」の付く既存の民間資格の名称を禁止するというまでには至らないとされている。

## 活動領域及び所管庁
公認心理師は、特定の分野に限定されない「汎用性」「領域横断性」を特長とする心理職国家資格を旨とするものである。そのため、文部科学省と厚生労働省による共管とされ、主務大臣は文部科学大臣と厚生労働大臣と規定されている。

## 内容
第一八九回 衆第三十八号 公認心理師法案 ［成立］ 

（【第一八九回 衆第二十八号［撤回］】は、実質的な内容の変更を伴わない形式的な修正を【第一八六回 衆第四十三号［廃案］】へ行ったのみとされている）

（委員長提出法案として、与野党合意により、さきに与野党四会派共同で提出した法案の附則に、配慮規定［訓示規定］を追加）

- 目次
  - 第一章 総則（第一条～第三条）
  - 第二章 試験（第四条～第二十七条）
  - 第三章 登録（第二十八条～第三十九条）
  - 第四章 義務等（第四十条～第四十五条）
  - 第五章 罰則（第四十六条～第五十条）
  - 附則

## 臨床心理士との対比
かつての日本では、心理士、心理カウンセラー（相談員）、心理セラピスト（療法士）などの心理職には国家資格が存在しない一方、民間の心理学関連資格は多数存在した。しかし、欧米諸国は元より、オーストラリアや中国・台湾・韓国でも資格制度の整備や所掌の明確化が既に図られている現状など、国際的観点からも制度の遅れがあることに鑑み、日本における心理職の国家資格創設の必要性は度々取り沙汰されてきた。
公認心理師は、臨床心理士と同様の特性を帯びる一方で、養成期間が2年間(臨床心理士)から6年間(公認心理師)となるなど、いくつかの点で臨床心理士との規定の相違が認められる。ついては、下記に公認心理師、臨床心理士双方の主な規定をまとめ、その同異を示すとともに、メンタルケア先進国である米国臨床心理士を比較対照群として併記する。
|                                 | 公認心理師 | 臨床心理士 | 米国臨床心理士 |
| ------------------------------- | --- | --- | --- |
| 資格区分                        | 国家資格 | 公的資格 | 州立資格 |
| 資格取得のための 学歴制限       | 文部科学省・厚生労働省令で定める 大学心理学系科目+学士号+大学院心理学科目+修士号取得者 （第7条） | 臨床心理学系修士号取得者、 または医師免許取得者 | 臨床心理学系博士号取得者 |
| 養成課程                        | 文部科学省・厚生労働省令で定める養成学部＋養成大学院、または 養成学部＋認定施設でプログラムに則った2年以上（標準的には3年間）の実務経験 | 臨床心理士指定大学院 | アメリカ心理学会(APA)認証大学院 |
| 養成課程の 最短所要期間         | 6年間 ［文部科学省・厚生労働省令で定める心理系学部4年+心理系大学院2年］ | 2年間 ［第1種臨床心理士指定大学院］ | 10年間 ［学部4年間＋認証大学院5年間＋ポスト ドクトラル臨床心理インターン（フルタイム）] |
| 医師との関係性                  | 精神疾患に関する適切な判断力の活用が必要で、 医療機関内や医療分野における活動だけでなく、 学校内や企業内なども含むあらゆる分野の活動でも、 心理状態が深刻で医学的治療を受けているような 心理的支援の対象者に主治医がいると判断された 場合に限り、（その主治の）医師からの「指示」を受ける ※「指導」ではなく、より強制力のある「指示」を受ける （第42条第2項） | 精神疾患に関する適切な判断力の習得は 必要とせず、心理職としての独立性があり 医師からは「指示」も「指導」も受けない が、必要に応じて医師との「連携」や「協力」は行う                | 精神疾患に関する適切な判断力の習得が 必要で、心理カウンセラーとの役割は明確に 区別され、心理職としての独立性があり 医師からは「指示」も「指導」も受けない                                                      |
| 薬剤の処方行為の有無            | 無 | 無 | 有 ※州によって規定・教育要件が異なり、 ニューメキシコ州（2002年3月制定）、 ルイジアナ州（2004年5月制定）、 イリノイ州（2014年6月制定）、 アイオワ州（2016年5月制定）、 アイダホ州（2017年4月制定）において認可 |
| 免許更新の義務の有無            | 無 | 有 ※満5年ごとの更新が義務づけ | 有 ※州によって更新期間が異なる |
| 平均的・標準的な収入            | 年収は、「300万円以上400万円未満」が最も割合が高いが、 就業形態で分けると、常勤勤務における年収は、「300万円以上400万円未満」と 「400万円以上500万円未満」が約21％と割合が高い一方、 非常勤のみでは「200万円以上300万円未満」の人の割合が一番多い ※2020年調査、2021年3月報告（日本公認心理師協会）                                                            | 年収300万円台 ※法務省、文部科学省などの所管機関では 平均時間給は約5000円前後の水準だが、 非常勤の就業形態が合計60%以上で、 年収換算の分布は300万円台が最多 ※2007年調査、2009年報告 | 年収87,015ドル （調査年平均為替レート換算：約814万円） ※2009年調査、2010年報告 (APA) 平均年間賃金89,290ドル （調査月平均為替レート換算：約959万円） ※2020年5月調査、2021年3月31日報告 (OES)                    |
| 所管                            | 文部科学省・厚生労働省共管 | 公益財団法人（内閣府所管） | 各州・地方行政区画のLicensing Board ※名称は各州・地方行政区画によって異なる |
| 活動領域における 教育分野の扱い | 教育・学校分野も扱う （第2条） | 教育・学校分野も扱う | 教育・学校分野は扱わない |

## 歴史（「臨床心理士及び医療心理師法案」提出準備から「公認心理師法」公布まで）
- 2005年（平成17年）
  - 文部科学省と厚生労働省を交えた協議を経た上で、臨床心理職推進側と医療心理師推進側の合意により、「臨床心理士及び医療心理師法案」の国会提出を準備（2資格1法案）[1][4][63][64]
  - 日本医師会からの見解とともに[65][66]、精神科医系団体（「日本精神神経学会」「日本精神科病院協会」「日本精神神経科診療所協会」）からの直前での反対声明及び衆議院解散（いわゆる郵政解散）により、国会提出が頓挫[1][4][5]
  - 以降、臨床心理職推進側と医療心理師推進側の協議自体も難航[1][4]
- 2006年（平成18年）
  - 精神科医系団体（「精神科七者懇談会」＝日本精神神経学会、精神医学講座担当者会議、国立精神医療施設長協議会、日本精神科病院協会、日本精神神経科診療所協会、日本総合病院精神医学会、全国自治体病院協議会）[67]から再度の反対声明が発表[68]
- 2008年（平成20年）
  - 日本学術会議が、「学士課程における心理学教育の質的向上とキャリアパス確立に向けて」という対外報告[69]と、「医療領域に従事する『職能心理士（医療心理）』の国家資格法制の確立を」という提言[70]を公表
  - 日本精神科病院協会と日本臨床心理士会との意見交換会が初めて開催され、日本精神科病院協会は、日本臨床心理士会に対して、資格化の条件として、①1資格1法案であること、②医療の場における医師の指示の明示、③「臨床」という名称を使用しないこと、を提示[71]
  - 「日本心理学諸学会連合（日本の心理学系学会の連合体）」が臨床心理職推進側と医療心理師推進側の協議再開に向けて働きかけることを理事会で決議[1][4][72]
- 2009年（平成21年）
  - 臨床心理職推進側と医療心理師推進側との間を取り持つ形で日本心理学諸学会連合が協議の席につき、以降はこの三団体で協議を再開・継続（三団体会談）[1][4][72]
  - 三団体会談において、「2資格1法案」の実現を図ることは困難であるため、新しい方向性「1資格1法案」を模索せざるを得ないとの認識を共有[4][63]
  - 臨床心理士関係3団体（日本臨床心理士資格認定協会、日本臨床心理士会、日本臨床心理士養成大学院協議会）と日本心理臨床学会による臨床心理士関係4団体会合が開始[12][73]
  - 教育・発達心理関連学会と「教育・発達」心理3資格（学校心理士、臨床発達心理士、特別支援教育士）を中心として、心理職の国家資格において特定の分野に偏ることなく、教育・発達分野が適切に位置づけられるようにすることを目的に、「教育・発達」心理資格連絡協議会[74]が発足。その後、日心連に協力する形[75]となったが、「三団体の協議に加えてほしい」との要望は日心連にて否決[76]
（但し、2012年より新たに資格メンバーを加えた「拡大三団体会談」が開始された際には、日心連側の一員として会談に参加）[77]
  - 日本臨床心理士資格認定協会は、日本臨床心理士会の（1資格1法案の）方向性に反対の意を込めた見解（「いわゆる国家資格問題に関する見解」)を公表[27]
- 2010年（平成22年）
  - 精神科医系団体（精神科七者懇談会）からの申し入れにより、精神科七者懇談会と三団体との心理職の国家資格化問題意見交換会を開催[4]
  - 「臨床心理職の国家資格化の動向」に関する日本臨床心理士養成大学院協議会の見解（1資格1法案の方向性及び内容について再検討を求める見解）に対し、日本臨床心理士会が意見を公表[11][1]
  - 三団体会談において、「基本コンセプト共同見解案」に続いて、「国家資格についての三団体共同見解（修正案）」として【資格の基本コンセプト】と【補足事項】が取りまとめられ、臨床心理士と医療心理師を1つの法案内に併記する「2資格1法案」から、統合的な心理職国家資格を新しく創設する「1資格1法案」へと方針転換[1][4][78]
- 2011年（平成23年）
  - 三団体会談において、「1資格1法案」とする「共同見解（修正案）」の【資格の基本コンセプト】部分について合意に達したため、心理職国家資格創設の「要望書」として発表し、各関係機関への発信とロビー活動を開始[1][4]
  - この要望書では、新しい心理職国家資格と医師との関係性について、「各分野共通で医師とは連携」「医療機関内のみ医師からの指示」と規定[1][4]
  - 共同通信より、「臨床心理士の国家資格化を調整中」「2005年にも準備されていたが、精神科医から競合懸念の反対声明があり国会提出できず」などの記事が配信（誤報）[1][79]
- 2012年（平成24年）
  - 三団体主催により、「心理職の国家資格化を目指す院内集会」を衆議院第一議員会館にて開催[1][80]
  - 自由民主党の「心理職の国家資格化を推進する議員連盟」が立ち上げ（会長：河村建夫、会長代行：鴨下一郎・岸田文雄、幹事長：加藤勝信）[1][4]
  - 「心理職の国家資格化についての実務者打ち合わせ」が3回にわたって開催。自民党、民主党の若手議員、厚労省・文科省、法務省、衆議院法制局、三団体関係者が参加。名称、類似名称、要望書に未記載の経過措置、試験実施機関などについて意見交換[1][77]
  - 民主党の「心理職の国家資格化を推進する民主党議員連盟」が立ち上げ（共同代表：高木義明・仙谷由人、事務局長：大塚耕平）[1][4]
- 2013年（平成25年）
  - 精神科医系団体（精神科七者懇談会）が総会で「心理職の国家資格化に関する見解」を承認し、公表[1]
  - 三団体は試験実施機関に関して、日本臨床心理士資格認定協会との協議が叶わず、その結果、三団体関係者を中心に、心理職国家資格創設後の試験・登録機関指定を目的として、「一般財団法人 日本心理研修センター」を設立[1][81]
  - 自由民主党「心理職の国家資格化を推進する議員連盟」第2回総会において、三団体会談関係者及び日本臨床心理士会関係者へのヒアリング[1]
  - 精神科医系団体（精神科七者懇談会）から「心理職の国家資格化に関する提言」として、「各分野共通で医師とは連携」「医療分野（※医療機関内ではない）のみ医師からの指示」を提案する見解が発表[1][4]
  - 自由民主党「心理職の国家資格化を推進する議員連盟」第3回総会において、日本臨床心理士資格認定協会へのヒヤリング。 臨床心理士の歴史と養成制度の詳しい説明がなされ、出席議員からは心理職の数はもっと多くを必要とする状況であることについての質問、および国家資格創設への協力要請の意見として「早く国家資格を作ることが重要なのでそれを考えてほしい」旨の意見が出される[1][82][83]
- 2014年（平成26年）
- 4月
  - 自由民主党「心理職の国家資格化を推進する議員連盟」所属議員、衆議院法制局、文部科学省、厚生労働省らにより、「公認心理師法案要綱骨子（案）」の三団体に対する説明会が衆議院議員会館にて開催（説明者［法案準備担当］：山下貴司）[1][84]。
  - 自由民主党「心理職の国家資格化を推進する議員連盟」第4回総会において、衆議院法制局・関係省庁（厚生労働省、文部科学省）出席のもと、「公認心理師法案要綱骨子（案）」が公表され、三団体と共に日本臨床心理士会、日本臨床心理士資格認定協会、日本臨床心理士養成大学院協議会が総会に招かれる[1][84]
  - この骨子（案）では、「医療分野以外の全分野でも、心理的支援の対象者に係る主治医がいる場合に限り、医師からの指示を受ける」と記載されており、三団体の「要望書（2011年版）」とも精神科医系団体の「心理職の国家資格化に関する提言（2013年版）」とも食い違いがあった[1][84]
  - そのため日本臨床心理士会から改めて、「各分野共通で医師とは連携」「医療機関内のみ医師からの指示」と記載を変更する要望書を、河村建夫、山下貴司（第4回総会より議員連盟の事務局長に就任）、文部科学省、厚生労働省らに提出し、また、医療心理師推進側の全国保健・医療・福祉心理職能協会は意見として、「医療関連領域において、心理的支援の対象者に係る主治医がいる場合に限り、医師からの指示」のように表現の変更を要望[1][84]
  - 加えて、2つの職能団体は、養成課程に関する内容についても、現行の臨床心理士や欧米諸国と比較してできる限り遜色のないように、実務経験の必要期間を養成大学院の所要期間よりも長く規定することも要望[1][84]
  - 骨子（案）公表以降、各都道府県臨床心理士会や開業臨床心理士協会より、「専門性の土台となる臨床心理学という表現が明記されていないこと」、「現行の臨床心理士、もしくは、2009年11月の日本臨床心理士会代議員会において【国資格に対する当会の考え方】として呈示・決議された受験資格要件と同等以上の要件が課せられていなく、また、免許更新制の規定もないこと」、「医師の指示が医療機関の外部にまで拡大されること」等を懸念する要望書や緊急声明が出される[11][85]
  - 刑事政策や刑事法制における整合性確保等の観点から、法務省刑事局刑事法制管理官室において罰則規定関係の審議受理[86][87]
- 5月
  - 自由民主党「心理職の国家資格化を推進する議員連盟」第5回総会において、公認心理師法案を承認[1]
  - 精神科医系団体（精神科七者懇談会）から「心理職の国家資格化に関する要望書」として、「医療分野以外の全分野でも、心理的支援の対象者に係る主治医がいる場合に限り、医師からの指示を受ける」と記載された条文（案）に賛成する見解が発表[1][4]
  - この見解の中での精神科七者懇談会の主張は、これまで同懇談会が発表していた「心理職の国家資格化に関する提言（2013年版）」における主張とは文脈が異なっており、条文（案）では医師からの指示を受ける範囲を医療機関の外部にまで拡大しようとする記載になっていることについて、異存なしとして賛成を表明している[1][4]
  - 自由民主党の文部科学・厚生労働両部会の合同会議において、質疑等が活発ですぐには了承されず、議員連盟は急遽関連団体（臨士会、三団体、日精協、資格認定協会）へ招集をかけ、経緯と今後の見通しの説明を行い、関連団体からの意見を聴取。その後、再度開催された合同部会において公認心理師法案を承認[1]
- 6月
  - 各党の文部科学・厚生労働部会等において、公認心理師法案の審査。審査時に、精神科七者懇談会の他にスクールカウンセリング推進協議会や都道府県臨床心理士会等の関連団体に対してもヒヤリング・意見交換を実施[1][88][89]
  - 日本臨床心理士資格認定協会が、各党部会（部門会議）のヒヤリング・意見交換会において、「意見報告」資料を配布[35]
  - 超党派の公認心理師法案の実務者協議が開催[1][90]
  - これらの審査や協議の中で、医師からの指示を受ける範囲を医療機関の外部にまで拡大しようとする記載になっていることについて、反対意見や修正要求が出るとともに、「議論を議事録に残すべき」との指摘[1][91]
  - 与党政策責任者会議において、公明党からの指摘を踏まえ、「医療機関内や医療分野だけでなく、あらゆる分野にまで医師からの指示の影響が拡がるとする場合、学校内や企業内などにおける公認心理師の活動や対象者の利益に支障が生じることがないように、文部科学省・厚生労働省からの省令で担保する」旨の委任規定を盛り込む方向で協議が進められ、第45条に第2項を追加[1][3][92]
  - 第186回通常国会において、衆議院議員提出法律案第43号として、6会派（自由民主党、公明党、みんなの党、結いの党、生活の党、社会民主党）共同で公認心理師法案を提出（提出者：河村建夫、鴨下一郎、山下貴司、古屋範子、稲津久、柏倉祐司、井坂信彦、青木愛、吉川元衆議院議員）[93][94]
  - 衆議院文部科学委員会において、公認心理師法案の趣旨説明が実施（委員長：小渕優子、説明者：山下貴司）[95]
  - 秋の第187回臨時国会において公認心理師法案の継続審議を行うため、衆議院文部科学委員会において閉会中審査の申出を決定（同日、衆議院本会議においても閉会中審査を議決）[96][97]
- 7月以降
  - 継続審議となった法案に関して、三団体は早期成立を要望し[98]、日本心理臨床学会とスクールカウンセリング推進協議会[99]は賛成の立場で、また、日本臨床心理士会は支持の立場で、法案の成立を要望[1][100]
  - 三団体共催による「公認心理師法案実現のための説明集会」と、日本臨床心理士会主催による「地方（3都市）説明会」が開催[1][101]
- 8月
  - 日本臨床心理士養成大学院協議会と日本臨床心理士資格認定協会は連名で、「主治医の指示条項が撤廃されるか、“医師の指導”に修正されない限り、（継続審議となった）法案そのものに反対せざるを得ない」とする見解を、法案審議に関係する衆議院文部科学委員会と厚生労働委員会の議員へ送付[11][35]
  - 日本心理臨床学会第33回秋季大会の加藤勝信（衆議院議員、自由民主党「心理職の国家資格化を推進する議員連盟」幹事長）の講演において、「公認心理師の業務は直接身体に危険［直接的・積極的な危険］を及ぼすものではないと認識しています」という報告に加えて、三団体の「要望書（2011年版）」と食い違いがあった経緯として、「例えば、これから“在宅医療”を進めていく上で、空間によって規制の在り方を変えることは法文上困難であるため、施設によって分けるということではなく、主治医の有無で分けることになった」という報告と、「主治医というのは外科や内科は全く対象外で、精神科ということになりましょう」という今後の課題を報告[3][102]
- 9月
  - 三団体・日本心理臨床学会・日本臨床心理士会の5団体は、＜『公認心理師法案』早期実現のお願い＞を公表[1][100]
- 11月
  - 第187回臨時国会において、「公認心理師法案に関する請願」[103]、「公認心理師法案一部修正に関する請願」[104]（紹介者：小川淳也衆議院議員）が、衆議院文部科学委員会へ付託[105]（衆議院解散に伴って審査未了）
  - 民主党の文部科学部門と厚生労働部門の合同会議が13日に開催され、文部科学部門座長の中川正春衆議院議員より改めて修正協議等の報告があり、公認心理師法案の内容や取り扱いについて、両部門座長一任となる[106]
  - 三団体が、「12日の時点では、衆議院文部科学委員会理事の民主党議員が1時間の確認質疑を行い、それを議事録に残し、原案のまま通すということで、各党の了解が得られていたことから、審議入りすれば衆議院は通る状況にあった」という国会動向を17日に報告[107]
  - 6会派共同提出の公認心理師法案の内容について、民主党が修正を提案し、与野党合意に至った[10]が、第187回臨時国会会期中における衆議院解散に伴って法案は廃案[108][109]
  - 日本精神神経学会が、公認心理師法案の無修正成立を迫る要望書を、厚生労働省など関係各所に提出[110][111]
  - 三団体は、翌年1月からの通常国会に法案が再提出されることを求めることを決め、「『公認心理師法案』再提出のお願い」を公表[1][112]
- 12月
  - 日本心理臨床学会は、「『公認心理師法案』再提出のお願い」（三団体会談の文書と同内容）を公表[100]
  - 日本臨床心理士会は、「『公認心理師法案』再提出のお願い」（三団体会談の文書と同内容）を公表[1]
  - 精神科七者懇談会が、「公認心理師法案の無修正成立の要望書」を公表[111]
- 2015年（平成27年）
- 3月
  - 平成26年度厚生労働科学特別研究事業「心理職の役割の明確化と育成に関する研究」（主任研究者：村瀬嘉代子）の総括・分担研究報告書がとりまとめられる[113]
  - 自由民主党「心理職の国家資格化を推進する議員連盟」総会において、山下貴司議員連盟事務局長の司会で、河村建夫議員連盟会長、鴨下一郎議員連盟会長代行、根本匠議員連盟会長代行[64]の挨拶に始まり、続いて関連団体（三団体、日本臨床心理士資格認定協会、精神科七者懇談会）の各代表者が、謝意を表明しつつ挨拶。その後、山下議員より「心理職の国家資格化を巡るこれまでの経緯」・「公認心理師法案概要」の説明と、出席議員の推進了承の発言の後、第186回通常国会に提出され、第187回臨時国会で廃案となった『公認心理師法案』を、第189回通常国会で再提出することを承認[72][114][115]
- 4月
  - 精神科七者懇談会が、「公認心理師法案の無修正成立の要望書」を、衆議院・参議院の文部科学委員会・文教科学委員会及び厚生労働委員会の委員に、2日付で送付[116]
- 7月
  - 精神科七者懇談会が、「公認心理師法案の無修正成立についての声明」を、関係各所に提出[111][117]
  - 第189回通常国会において、衆議院議員提出法律案第28号として、4会派（自由民主党、維新の党、公明党、次世代の党）共同で、6会派共同提出の公認心理師法案に実質的な内容の変更を伴わない形式的な修正を行った法案を、衆議院事務総長に提出（提出者：河村建夫、鴨下一郎、山下貴司、古屋範子、浮島智子、河野正美、園田博之衆議院議員）[118][119]（提出の立会者：石田昌宏参議院議員）[120]
- 8月
  - 日本臨床心理士養成大学院協議会と日本臨床心理士資格認定協会は連名で、「公認心理師法案についての声明」（2点［受験資格（第7条）と主治医の指示（第42条第2項）］の要望事項）を関係議員へ送付[11][35]
  - 27日の民主党文部科学部門会議（座長＝平野博文衆議院議員）において、4会派共同提出の法案について法案審議を行い、小川淳也衆議院議員からの修正要望に対する取り扱い等を座長一任としたのち、与野党修正協議へ入ることを了承[121][122]
- 9月
  - 1日、4会派共同提出の法案の本則に定める内容そのものの変更は行わないものの、民主党の提案を取り入れて、法案の附則に「資質の水準を確保するために、所要の規定を整備する」旨の配慮規定［訓示規定］[12]を置いて委員長提案とする「公認心理師法案」を、民主党の「次の内閣」会議で了承[10][123]
  - 2日、衆議院文部科学委員会において、自由民主党、民主党・無所属クラブ、維新の党、公明党及び社会民主党・市民連合の5会派共同提案[102][124]により、起草案を委員会提出の法案とすべしとの動議が提出され、山下貴司議員から趣旨説明を聴取した後、全会一致で可決[125][126]（同日、4会派共同提出の法案は、提出者からの申し出により、撤回）[127][128]
  - その際、省令等制定にあたって専門性や自立性を損なうことのないように第42条第2項の運用基準を明らかにする、第7条に関する留意事項など6項目の附帯決議を全会一致で採択[129]
  - 3日、衆議院本会議において、全会一致で可決[9][130]
  - 7日、参議院文教科学委員会に付託[131]
  - 8日、参議院文教科学委員会において、提出者福井照衆議院文部科学委員長から趣旨説明を聴き、山下貴司衆議院文部科学委員長代理、下村文部科学大臣及び政府参考人（文部科学省初等中等教育局長）に対し、田村智子参議院議員（日本共産党所属）より、第42条第2項の趣旨と心理専門職の国家資格化の意義等について質疑[132]が行われた後、全会一致で可決[133][134]
  - その際、省令等制定による第42条第2項運用基準の明確化、第7条に関する適切な留意事項など6項目の附帯決議を全会一致で採択[135]
  - 9日、第189回国会において、「公認心理師法」が参議院本会議で全会一致で可決、成立 （2017年度施行の見込み）[9][136]
  - 11日、「公認心理師法」公布のための閣議決定、上奏がなされる[137]
  - 16日、「公認心理師法」公布[138]

## 歴史（「公認心理師法」公布後）
- 2016年（平成28年）
- 3月
  - 15日からの「公認心理師法」の一部施行（附則第1条ただし書）により、公認心理師試験の実施に関する事務を行う指定試験機関に関する規定などが施行
- 4月
  - 「公認心理師法」第10条第1項の規定に基づき、1日付けで「一般財団法人 日本心理研修センター」を指定試験機関として指定[1]
  - 同日、「公認心理師法」に基づき、法の施行を推進する目的で、厚生労働省障害保健福祉部精神・障害保健課の下に、文部科学省初等中等教育局健康教育・食育課から併任発令を受けた係官を交えて、「公認心理師制度推進室」を設置[1][2][139]
  - 日本心理研修センターが指定試験機関となったことを契機に評議員・役員を補充
（1日に日本臨床心理士資格認定協会の理事2名が日本心理研修センターの理事に就任し、併せて、22日に評議員体制も改定）[1]
- 9月
  - 公認心理師カリキュラム等検討会（座長＝北村聖・東京大学医学教育国際協力研究センター教授）の第1回が、20日に開催
［検討会の事務局は、文部科学省健康教育・食育課の協力を得て、厚生労働省公認心理師制度推進室が行うこととされている］
（平成28年度中に報告書とりまとめの見通し）[140][141][142]
- 10月
  - 公認心理師カリキュラム等検討会の第2回が、4日に開催[143][144]
- 11月
  - 公認心理師カリキュラム等検討会ワーキングチーム（座長＝北村聖・国際医療福祉大学大学院教授）の第1回が、4日に開催[145]
  - 公認心理師カリキュラム等検討会ワーキングチームの第2回が、16日に開催
- 12月
  - 公認心理師カリキュラム等検討会ワーキングチームの第3回が9日に、第4回が22日に開催
  - 公認心理師の養成やカリキュラム等検討会・ワーキングチームでの議論に関して、日本心理臨床学会（10月7日から）[146]、日本神経学会（11月25日から）[147][148]、日本心理学会（12月14日から）[149][150]といった各関係団体が意見募集を実施
- 2017年（平成29年）
- 1月
  - 公認心理師カリキュラム等検討会ワーキングチームの第5回が、12日に開催[151]
- 6月
  - 7日、「公認心理師カリキュラム等検討会」報告書を公表
- 9月
  - 日本学術会議が、13日に「心理学教育のあるべき姿と公認心理師養成―「公認心理師養成カリキュラム等検討会」報告書を受けて―」という提言[152][153]を公表
  - 15日、「公認心理師法施行令」と「公認心理師法施行規則」の施行とともに、「公認心理師法」が全面的に施行
- 11月
  - 20日、「心理職の国家資格化を推進する議員連盟」総会開催、議員連盟の名称を変更し存続を了承[1][154]
- 12月
  - 「公認心理師法」第36条第1項の規定に基づき、11日付けで「一般財団法人 日本心理研修センター」を指定登録機関として指定
- 2018年（平成30年）
- 1月
  - 31日付けで、文部科学省及び厚生労働省から「公認心理師法第7条第3号に基づく公認心理師試験の受験資格認定の取扱い等について」及び「公認心理師法第42条第2項に係る主治の医師の指示に関する運用基準について」の通知が発出
  - 上記の運用基準に関して、「公認心理師が行う支援行為は、診療の補助を含む医行為には当たらないが、例えば、公認心理師の意図によるものかどうかにかかわらず、当該公認心理師が要支援者に対して、主治の医師の治療方針とは異なる支援行為を行うこと等によって、結果として要支援者の状態に効果的な改善が図られない〔場合には、医行為とみなされる〕可能性があること……」という趣旨の考え方ではなく、「公認心理師が行う支援行為は、診療の補助を含む医行為とはみなされない」という誤った趣旨の考え方をされることに加えて、主治の医師の有無の確認が「合理的に推測される場合」という曖昧な表現で公認心理師の判断に委ねられている点と、「合理的な理由がある場合を除き、主治の医師の指示を尊重するものとする」という表現により合理的理由がある場合は指示を受けなくてもよいと解釈できる点があること[155]等により、日本精神神経科診療所協会[156]は3月30日付けで、日本精神神経学会[111]は5月19日付けで、「公認心理師法第42条第2項に係る主治の医師の指示に関する運用基準についての見解」を文部科学省と厚生労働省に送付
- 2月
  - 第1回公認心理師試験の施行[64]について、2月2日、4月9日及び5月24日付けで官報に掲載
- 3月
  - 9日、平成30年版公認心理師試験出題基準（ブループリント（公認心理師試験設計表）を含む。）を公表
- 9月
  - 9日、第1回公認心理師試験を実施
※平成30年北海道胆振東部地震の被災状況を踏まえて、第1回公認心理師試験のうち、北海道の試験会場で実施予定であった試験を中止したため、12月16日に追加試験を実施
- 10月
  - 文部科学省組織令の一部を改正する政令（平成30年政令第287号）の施行に伴い、16日より公認心理師に係る事務が初等中等教育局健康教育・食育課から高等教育局専門教育課に移管[157]
- 11月
  - 30日、第1回公認心理師試験の合格発表が行われる
※追加試験の合格発表については、平成31年1月31日に行われた
- 2019年（平成31年/令和元年）
- 2月
  - 18日より順次、5日付けの公認心理師登録証[64]の発送を開始
- 6月
  - 20日、「心理職の国家資格化を推進する議員連盟」総会が開催され、議員連盟の名称が「国民のための公認心理師制度を推進する議員連盟」に変更[158][159][160]
- 8月
  - 4日、第2回公認心理師試験を実施（合格発表は9月13日）
- 12月
  - 成年被後見人又は被保佐人を欠格条項とする「公認心理師法」第3条第1号の規定に関して、令和元年6月14日に公布され、12月14日から施行された「成年被後見人等の権利の制限に係る措置の適正化等を図るための関係法律の整備に関する法律」により削除され、心身の故障等の状況を個別的、実質的に審査し、必要な能力の有無を判断する規定（個別審査規定）へと改めるとともに、所要の手続規定を整備[161] [162] [163]
- 2020年（令和2年）
- 3月
  - 厚生労働省 令和元年度障害者総合福祉推進事業「公認心理師の養成や資質向上に向けた実習に関する調査」（国立研究開発法人 国立精神・神経医療研究センター）の報告書がとりまとめられる[164][165]
- 8月
  - 日本心理臨床学会・日本臨床心理士会・日本公認心理師協会の3団体は、22日に「公認心理師法第 42 条の運用に関する連携の考え方」を策定[166][167]
- 9月
  - 日本学術会議が、7日に「未来のための心理学の市民社会貢献に向けて」という提言[168][169]を公表
- 2021年（令和3年）
- 3月
  - 厚生労働省 令和2年度障害者総合福祉推進事業「公認心理師の活動状況等に関する調査」（一般社団法人 日本公認心理師協会）の報告書がとりまとめられる[49][50]

## 主な争点

### 医師との関係性及び受験資格をめぐる問題
上述のように、2014年6月に第186回通常国会へ提出した公認心理師法案は、同年秋の第187回臨時国会において継続審議を行うため、衆議院で閉会中審査が議決された。審議においてはいくつかの論点がある中で、法案提出前の各党の文部科学・厚生労働部会等での法案審査や、超党派の法案実務者協議の中で特に反対意見や修正要求が具体的に指摘されることになったのが、法案の第四十二条「連携等」における「医師との関係性」に関する記載についてで、さらに、各関係団体が主張を見解や声明としてリリースしたほか、SNS上においても活発な議論が行われていたことも踏まえ、これらの論点を下記にて整理する。
|                                   |                                               | 第186回通常国会 | 第186回通常国会 |
|                                   |                                               | 保留 | 保留 |
| --------------------------------- | --------------------------------------------- | --- | --- |
| 基本的立場                        | 基本的立場                                    | 医師からの指示を受ける範囲を 医療機関の外部にまで拡大しようとする記載になっていることについて、 正当性を吟味する | 医師からの指示を受ける範囲を 医療機関の外部にまで拡大しようとする記載になっていることについて、 正当性を吟味する |
| 主な関係機関                      | 主な関係機関                                  | 衆議院文部科学委員会（委員長：小渕優子、説明者：山下貴司） 公認心理師法案提出者（提出者：河村建夫、鴨下一郎、山下貴司、古屋範子、稲津久、柏倉祐司、井坂信彦、青木愛、吉川元） 超党派の公認心理師法案実務者協議 各党の文部科学・厚生労働部会等での公認心理師法案審査 自由民主党「心理職の国家資格化を推進する議員連盟（会長：河村建夫）」 | 衆議院文部科学委員会（委員長：小渕優子、説明者：山下貴司） 公認心理師法案提出者（提出者：河村建夫、鴨下一郎、山下貴司、古屋範子、稲津久、柏倉祐司、井坂信彦、青木愛、吉川元） 超党派の公認心理師法案実務者協議 各党の文部科学・厚生労働部会等での公認心理師法案審査 自由民主党「心理職の国家資格化を推進する議員連盟（会長：河村建夫）」 |
|                                   |                                               | ↑ | ↑ |
|                                   |                                               | 賛成（法案文の現状維持） | 反対（法案文の記載変更） |
| 基本的立場                        | 基本的立場                                    | 医療分野以外の全分野でも 心理的支援の対象者に主治医がいる場合に限り、 医師からの指示を受ける | 各分野共通で医師とは連携、 医療機関内のみ医師からの指示 |
| 主な関係機関                      | 主な関係機関                                  | 衆議院法制局 厚生労働省 文部科学省 精神科医系団体（精神科七者懇談会） | 三団体 日本臨床心理士資格認定協会 日本臨床心理士養成大学院協議会 都道府県臨床心理士会 |
| 主な論点                          | 他職種（医療系）の 法的根拠との整合性論       | - 公認心理師の法案文における医師からの指示と、他職種の法文における医師からの指示とは意味合いが異なっており、業務独占となる「医行為」や「診療の補助行為」として指示を規定するものではないので、問題はない - 三団体が要望している「医療機関内のみ医師からの指示」という記載に関しては、医療機関などの施設ごとに指示の要不要を規定する「場の限定」は、日本の法制的に不可能なので、整合性を図るため、医療分野以外の全分野でも、心理的支援の対象者に主治医がいる場合に限り、医師からの指示を受けなければならない | - 保健師、助産師、看護師、理学療法士、作業療法士、言語聴覚士、救急救命士などの法文で医師からの指示が規定されているのは、業務に「医行為」や「診療の補助行為」に当たる部分があるという位置付けをされているためだが、心理的支援については、「医行為」であるとか、「診療の補助行為」というような位置付けをなされたことはないため、指示を規定しようとする正当性がない - 公認心理師と他職種の法文（法案文）において、「指示」という言葉は同一であるにもかかわらず、意味だけは異なるというのは、法的根拠としての整合性がない - 傷病者や精神障害者を基本的な対象者としている精神保健福祉士や管理栄養士の法文であっても、強制力のある指示ではなく、治療方針を情報提供する形としての指導が規定されているので、公認心理師の法案文において指示を規定しようとするのは矛盾している - 社会福祉士も公認心理師と同様に汎用性があり、多岐にわたる活動領域（医療分野を含む）を持っているが、法文においては他職種（医師を含む）との連携は規定されているが、医師からの指導も指示も一切規定されていないため、法制的に「場の限定」ができないのであれば、公認心理師も同様の特性を持つ社会福祉士のように、「各分野共通で他職種（医師を含む）とは連携」と規定するのが整合的である |
| 主な論点                          | 対象者（患者）の保護論                        | - 教育・産業等の分野における医療との関係については、精神・身体疾患の有無の判断と責任のあり方について明確にする必要がある ※精神科医系団体（精神科七者懇談会）の主張 - 医師法、保健師助産師看護師法上は対象になっていない、あるいは、「医行為」であるとか「診療の補助」に当たらないからといって、対象者（患者）の心身に与える肉体的、心理的負担及び影響が軽微であることとは限らない場合もある - そのため、医療機関を受診中などの心理状態が深刻な対象者（患者）に対しては、公認心理師が主治医の治療方針に反する心理行為を行って心理状態を悪化させることがないように、医療分野以外の全分野でも、心理的支援の対象者に主治医がいる場合に限り、医師からの指示を受けなければならない | - 身体疾患に伴う心理相談でも医師の指示が必要になる等により、対象者（患者）が心理相談を利用することを著しく阻害し、対象者（患者）の益に反する ※日本臨床心理士養成大学院協議会の主張 - 対象者（患者）の保護を第一に考えるのであれば、高度な専門性と倫理観を教育・訓練するため、現行の臨床心理士や米国臨床心理士と同等に養成課程を大学院修了レベルに統一設定することが必要であるが、精神科医系団体がこれまでの歴史において要望してきたのは、現行よりも低い学部卒業レベルの心理職国家資格であるため、 対象者（患者）の保護論として一貫性がない - 学部卒業で心理職現任者となっている者については、一定期間は救済する形の経過措置を別途設ければ良いので、現行の臨床心理士や米国臨床心理士と同等に養成課程を大学院修了レベルに統一設定することは現実的に可能である - すなわち、入口のハードルを下げて中で縛りをかけるのではなく、入口のハードルを上げて中で裁量を持たせた方が、高度に専門的な人材を養成でき、なおかつ各現場に即した活動ができるため、対象者（患者）の保護に効果的である - また、医師の指示は民間資格だけを持つ心理の専門家にはかからないことから、実効性がない。患者がより能力、経験の不十分な心理の専門家にかかる可能性が高まることから、悪影響が懸念される |
| 主な論点                          | 心理学・心理行為と 医学・医行為との同異論     | - 心理行為は医行為と区別できない業務が多い、または、医療分野における心理行為の多くは医行為に含まれるものの、名称独占の業務として規定させるため、医療分野以外の全分野でも、心理的支援の対象者に主治医がいる場合に限り、医師からの指示を受けなければならない ※精神科医系団体（精神科七者懇談会）の主張 | - 心理行為が原則として医行為ではないことは、既に厚生労働省が見解を表明している - 心理行為＝医行為と判断された判例は、これまで1件も存在しない - 心理行為＝医行為と解釈するならば、例えば心理学の研修を受けた教師や弁護士などが日常業務として行っている教育相談や犯罪被害者等に対する支援相談なども医行為と位置付けられる恐れがあることに加え、各地方自治体・行政機関やNPO・民間ボランティアなどが行っている心理相談窓口の開設や東日本大震災被災者に対するメンタルケア活動も医行為として制限を受けることになるため、現実的ではない - そもそも、心理相談などは様々な分野・職種で行われている業務であるために、公認心理師のみの業務独占にはできずに名称独占とする経緯があるので、心理行為＝医行為と解釈するとなると、様々な分野・職種が医行為を行っていることになるので、妥当な解釈ではない |
| 主な論点                          | 医師からの指示に対する 省令などでの制限担保論 | - 法文において、医療分野以外の全分野でも、心理的支援の対象者に主治医がいる場合に限り、医師からの指示を受けると記載されていたとしても、実際の運用や各臨床現場での判断は省令なども基準にするため、法案第四十五条第二項の規定を踏まえ、省令などで医師からの指示の影響の制限を担保すれば、問題はない | - 法令には「優劣関係」の概念によって効力の有無が規定されており、優劣関係では、「法文（法律）＞政令＞省令」と位置付けられているため、下位の省令などによって上位の法文（法律）の制限を図るのは妥当性がない - 法文（法律）において強制力のある指示を規定する一方で、省令などによって指示の制限や例外などを担保すると、かえって各臨床現場が混乱をきたす恐れがあるため、現実的ではない - 法文（法律）では大枠として「各分野共通で他職種（医師を含む）とは連携」を規定し、運用上の留意事項がある事例（症例）に関してのみ、省令などにおいて特に取り上げて詳細を規定するのが現実的である |
| 主な論点                          | 医療分野の事情優先論                          | - 医療分野においては、「診療報酬」という特殊なシステムがあり、その診療報酬システム上に国家資格として組み込まれることが医療分野での活動においては不可欠であるので、心理的支援の対象者に主治医がいる場合に限り、医療分野以外の全分野での医師からの指示を受け入れてでも心理職国家資格の創設を優先しなければならない - 国家資格として診療報酬上に組み込まれれば、対象者（患者）は心理行為による治療を「保険診療」として利用できるようになり、医療機関側にとっても保険診療の算定による採算性が生まれるため、医療分野の心理職の待遇改善や雇用促進につながることが期待でき、結果的に、対象者（患者）、医療機関、心理職の全者にメリットとなるので、心理的支援の対象者に主治医がいる場合に限り、医療分野以外の全分野での医師からの指示を受け入れてでも心理職国家資格の創設を優先しなければならない - 心理職国家資格創設によって、医療分野の診療報酬上の運用だけでなく、様々な分野において必置資格や配置基準などに規定される可能性があり、雇用の受け皿の拡大が期待できるので、心理的支援の対象者に主治医がいる場合に限り、医療分野以外の全分野での医師からの指示を受け入れてでも心理職国家資格の創設を優先しなければならない | - 現在の診療報酬上には「臨床心理技術者等」という規定があり、特定の精神（心理）療法や心理検査の算定基準になっているが、多くの臨床現場で実際に臨床心理技術者等として活用されているのは現行の臨床心理士であるため、実質的には、既に診療報酬上の運用自体は行われている - 確かに心理職国家資格創設によって、現在の診療報酬上の「臨床心理技術者等」よりも算定基準の規定を拡大できる可能性はあるが、現実の手続きとしては、様々な利害関係が絡んだ政治的な交渉の場である中央社会保険医療協議会での審議を経て、心理職に有利な形での診療報酬改訂を勝ち取る必要があり、その結果として、対象者（患者）には保険診療の恩恵がもたらされ、医療機関側にとっては採算性が向上する、というステップを要するので、心理職国家資格創設という段階的な事柄と、待遇改善や雇用促進などの実利実益を直結させるのは早計である - 一方で、公認心理師の候補生の養成課程は現行の臨床心理士よりも低い学部卒業レベルを含むため、大学院修了レベルのみの給与体系よりも低賃金化する懸念がある上に、臨床心理士以外の心理職現任者への経過措置適用も並行して行われるため、新規的・継続的に供給され（続け）る心理職の人数は現行の臨床心理士のみの場合よりもさらに増大するのは確実であるのに対し、需要側である雇用の受け皿の拡大は確定的ではなく流動的なので、確率的には、医療分野の心理職の待遇改善や雇用促進よりも、むしろ全分野の心理職の雇用条件が悪化する恐れの方が高いにもかかわらず、その上で心理的支援の対象者に主治医がいる場合に限り、医療分野以外の全分野での医師からの指示まで受け入れるとすれば、公認心理師の創設においては、デメリットを上回るメリットの想定が困難である - 例えば現行の臨床心理士には、教育、医療・保健、福祉、司法・矯正、労働・産業、学術・研究など非常に多岐にわたる活動領域がある中で、医療・保健分野に勤務している者は28.3%との調査報告があるが、約28%の一分野の特殊な事情を優先して、残りの70%以上にまで影響を及ぼすような条件を看過することは不自然であり、多岐にわたる心理職国家資格の活動を発展・深化させることとも医療分野以外で関わる対象者の利益に直結することとも確実視できないので、法案文の記載変更を要望するのには正当性がある |
| 主な論点                          | 心理職国家資格の 創設優先論                   | - 心理職国家資格創設をめぐっては、心理学界内部や、医学界との間などに見解の相違があり、これまでの歴史において数々の紆余曲折を経てようやく今回は法案提出にまでこぎ着けた経緯があるので、心理的支援の対象者に主治医がいる場合に限り、医療分野以外の全分野での医師からの指示を受け入れてでも心理職国家資格の創設を優先しなければならない - 2005年に頓挫した「臨床心理士及び医療心理師法案」から今回提出した公認心理師法案まで10年を費やしたことを踏まえると、もしも今回成立しなければ、良くて次の機会がまた10年後にやってくるか、悪ければ金輪際実現不可能になるかもしれないので、心理的支援の対象者に主治医がいる場合に限り、医療分野以外の全分野での医師からの指示を受け入れてでも心理職国家資格の創設を優先しなければならない - もしも現状の法案文にある、医療分野以外の全分野でも、心理的支援の対象者に主治医がいる場合に限り、医師からの指示を受ける記載について頑なに反対し、「各分野共通で医師とは連携」、「医療機関内のみ医師からの指示」との記載変更を要望し続けると、公認心理師法案を成立させまいとする妨害行為と受け取られかねず、心理学界は心理職国家資格の創設を本当に望んでいるのかという疑念や不信感を議員や官僚に持たれる恐れがあるので、心理的支援の対象者に主治医がいる場合に限り、医療分野以外の全分野での医師からの指示を受け入れてでも心理職国家資格の創設を優先しなければならない - 法案の附則第四条には、法律施行5年経過後の再検討が規定されており、その時点で具体的な支障が生じていれば改めて要望を行えば良いので、現段階では、心理的支援の対象者に主治医がいる場合に限り、医療分野以外の全分野での医師からの指示を受け入れてでも心理職国家資格の創設を優先しなければならない | - 確かに心理職国家資格創設をめぐっては長らく難航したが、そのような中でも現行の臨床心理士は支援活動を蓄積させてきたことで、内閣府、法務省、外務省、文部科学省、厚生労働省、国土交通省、防衛省、警察庁、海上保安庁、地方自治体、およびそれらの所管機関をはじめとして資格要件化や公的な活用が進んでいる現実があり、それらを踏まえた創設必要性を議員や官僚とも共有しているので、拙速な妥協は、心理職国家資格創設にとって建設的ではない - 「医療分野以外の全分野でも、心理的支援の対象者に主治医がいる場合に限り、医師からの指示を受ける」という記載は、そもそもとして、三団体の「要望書（2011年版）」とも精神科医系団体の「心理職の国家資格化に関する提言（2013年版）」とも食い違いがあり、どの関係機関の要望にもないものが突然に、2014年に入ってから公認心理師法案要綱骨子（案）として出てきているので、段取りとして筋が通っておらず、受け入れられる理由がない - 法律施行5年経過後の再検討が規定されているのであれば、現段階で「各分野共通で医師とは連携」、「医療機関内のみ医師からの指示」と規定しておき、5年後の時点で具体的な支障が生じていれば医師からの指示の範囲も含めて再検討するという順番もあり得るので、現段階では心理的支援の対象者に主治医がいる場合に限り、医療分野以外の全分野での医師からの指示を受け入れてでも心理職国家資格の創設を優先しなければならないというのは、一方的である |
| 心理職国家資格の 必要性認識の有無 | 心理職国家資格の 必要性認識の有無             | 有 | 有 |

※補足

厚生労働省社会援護局精神・障害保健課による「支援対象に主治の医師があるかどうかを常に確認しなければならないかどうかについて」の説明（2014年4月23日付け）は、下記の通りである。
| 「                                                             | 1、この定めの趣旨としては、心理状態が深刻であるような者に対して公認心理師が当該支援に係る主治の医師の治療方針に反する支援行為を行うことで状態を悪化させることを避けたいということ。 2、公認心理師は心理の専門家としての注意義務がある。病院では当該支援に係る主治の医師があることが当然想定されるのでその医師を確認して指示をうけることが必要。 一方、病院以外の場所においては、要支援者の心理状態が深刻で、当該支援に係る主治の医師があることが合理的に推測される場合には、主治の医師の有無を確認することが必要であろう。 しかし、それ以外の場合では当該支援に係る主治の医師があるとは必ずしも想定されず、また、当該支援に係る主治の医師の有無を確認することについては、心理支援を要する者の心情を踏まえた慎重な対応が必要。したがって、このような場合、心理の専門家としての注意義務を払っていれば、必ずしも明示的に主治の医師の有無を確認しなかったとしても注意義務に反するとは言えない。 なお、心理職が行っている心理的支援は、その業務を行う場所にかかわらず、業務独占となる医行為や診療の補助ではなく、今後、公認心理師が行うこととなる業務も現状と同様と考えている。また、指示とはその業務を診療の補助とするという意味を含まない。 | 」 |
| —厚生労働省による「主治医の指示（第42条第2項）」補足説明・解説 | |    |

※参考（補足）
| 「 | 医療関係職種の業務における3つの行為類型（案） ［行為の特性］ ①〔医行為に該当する〕 ○医師の医学的判断をもってするのでなければ人体に危害を及ぼし、又は危害を及ぼすおそれのある行為（医行為） ○医師が自ら行うか、医師の指示の下に看護師等の有資格者が診療の補助として実施する行為 ②〔医行為に該当しない〕 ○患者に対する医行為の実施等につなぐ行為 ○患者に対する医行為と患者の療養生活の間に位置付けられる行為 ③〔医行為に該当しない〕 ○患者に対して直接実施しない等、患者に危害を与えるおそれのない行為 | 」 |
| —厚生労働省 第23回チーム医療推進のための看護業務検討ワーキンググループ ○資料6 医療関係職種の業務における行為の類型について（案） 議事録 | |    |

```
また、臨床心理士関係4団体の組織概要と倫理、国家資格化への態度等を下記に示す。関係4団体の間で最後まで意見が分かれたのは、法案の第四十二条「連携等」における「医師との関係性」及び第七条「受験資格」についての記載である
[
12
]
[
136
]
[
173
]
。
```

|                                                         | （社）日本心理臨床学会 | （財）日本臨床心理士資格認定協会 | （社）日本臨床心理士会 | 日本臨床心理士養成大学院協議会                                                    |
| ------------------------------------------------------- | --- | --- | --- | --------------------------------------------------------------------------------- |
| 設立年                                                  | 1982年 | 1988年 | 1989年 | 2001年                                                                            |
| 性格                                                    | 学術団体 | 資格認定団体 | 職能団体 | 養成学校連絡協議団体                                                              |
| 業務執行 理事                                           | 11名以内 | 4名以内 | 4名 | なし                                                                              |
| 理事                                                    | 34名以内 | 15名以内 | 21名以内 | 20名以内                                                                          |
| 会員                                                    | 約2万7千2百名・社 ※2015年4月現在 | なし | 会員＝約1万9千6百名 団体会員＝47都道府県臨床心理士会 ※2015年度末現在 | 168大学院 ※2016年4月現在                                                          |
| 倫理                                                    | - 倫理基準 （他専門職との関係） 第8条 会員は、自分の担当する対象者への援助が心理臨床活動の限界を超える可能性（例えば医学的診断と処置）があると判断された場合には、速やかに適切な他領域の専門職に委託し、又は協力を求めなくてはならない。 | - 臨床心理士倫理要綱 ＜専門職との関係＞ 第6条 他の臨床心理士及び関連する専門職の権利と技術を尊重し、相互の連携に配慮するとともに、その業務遂行に支障を及ぼさないように心掛けることとする。 | - 倫理要綱 第2条 秘密保持 1 秘密保持 業務上知り得た対象者及び関係者の個人情報及び相談内容については、その内容が自他に危害を加える恐れがある場合又は法による定めがある場合を除き、守秘義務を第一とすること。 第4条 インフォームド・コンセント 4 自他に危害を与えるおそれがあると判断される場合には、守秘よりも緊急の対応が優先される場合のあることを対象者に伝え、了解が得られないまま緊急の対応を行った場合は、その後も継続して対象者に説明を行うよう努める。 第5条 職能的資質の向上と自覚 6 自分自身の専門的知識及び技術では対応が困難な場合、又はその際の状況等において、やむを得ず援助を中止若しくは中断しなければならない場合には、対象者の益に供するよう、他の適切な専門家や専門機関の情報を対象者に伝え、対象者の自己決定を援助すること。なお、援助の中止等にかかわらず、他機関への紹介は、対象者の状態及び状況に配慮し、対象者の不利益にならないよう留意すること。 | なし                                                                              |
| 第186回通常国会へ提出した公認心理師法案への最終的な態度 | 理事会で賛成を機関決定 ※平成26年6月21日 | 業務執行理事会は、日本臨床心理士養成大学院協議会理事会と連名で、医師の「指示」を撤廃または「指導」にするよう要望 ※平成26年8月18日                                                          | 理事会で支持を機関決定 ※平成26年7月26日 | 理事会は連名で、医師の「指示」を撤廃または「指導」にするよう要望 ※平成26年8月18日 |
| 第189回通常国会へ提出した公認心理師法案に対する活動     | 三団体と日本臨床心理士会との連名に基づいた早期実現の要望を推進 ※平成26年9月吉日 | 業務執行理事会は、日本臨床心理士養成大学院協議会理事会と連名で、2点［受験資格（第7条）と主治医の指示（第42条第2項）］の声明を踏まえて審議されることを要望 ※平成27年8月5日                  | 5団体の連名に基づいた早期実現の要望を推進 ※平成26年9月吉日 | 2団体の連名で、2点の声明を踏まえて審議されることを要望 ※平成27年8月5日            |

| 「               | （受験資格） 第七条 試験は、次の各号のいずれかに該当する者でなければ、受けることができない。 一 学校教育法（昭和二十二年法律第二十六号）に基づく大学（短期大学を除く。以下同じ。）において心理学その他の公認心理師となるために必要な科目として文部科学省令・厚生労働省令で定めるものを修めて卒業し、かつ、同法に基づく大学院において心理学その他の公認心理師となるために必要な科目として文部科学省令・厚生労働省令で定めるものを修めてその課程を修了した者その他その者に準ずるものとして文部科学省令・厚生労働省令で定める者 二 学校教育法に基づく大学おいて心理学その他の公認心理師となるために必要な科目として文部科学省令・厚生労働省令で定めるものを修めて卒業した者その他その者に準ずるものとして文部科学省令・厚生労働省令で定める者であって、文部科学省令・厚生労働省令で定める施設において文部科学省令・厚生労働省令で定める期間以上第二条第一号から第三号までに掲げる行為の業務に従事したもの 三 文部科学大臣及び厚生労働大臣が前二号に掲げる者と同等以上の知識及び技能を有すると認定した者 | 」 |
| —法案第二章 試験 | |    |

```
与野党協議の結果、
衆議院
文部科学委員会
提出の法案では、
附則
に下記の条項を追加し、また、衆参両院で下記の
附帯決議
を採択し、
全会一致
で成立した。
```

| 「        | （受験資格に関する配慮） 第三条 文部科学大臣及び厚生労働大臣は、試験の受験資格に関する第七条第二号の文部科学省令・厚生労働省令を定め、及び同条第三号の認定を行うに当たっては、同条第二号又は第三号に掲げる者が同条第一号に掲げる者と同等以上に臨床心理学を含む心理学その他の科目に関する専門的な知識及び技能を有することとなるよう、同条第二号の文部科学省令・厚生労働省令で定める期間を相当の期間とすることその他の必要な配慮をしなければならない。 | 」 |
| —法案附則 | |    |

| 「                                         | - 心理専門職の活用の促進に関する件 - 今日、心の問題は、国民の生活に関わる重要な問題となっており、学校、医療機関、福祉機関、司法・矯正機関、警察、自衛隊、その他企業をはじめとする様々な職場における心理専門職の活用の促進は、喫緊の課題となっている。しかしながら、我が国においては、心理専門職の国家資格がなく、国民が安心して心理的な支援を利用できるようにするため、国家資格によって裏付けられた一定の資質を備えた専門職が必要とされてきた。 - 今般、関係者の長年にわたる努力もあり、「公認心理師」という名称で、他の専門職と連携しながら、心のケアを必要とする者に対して、心理的な支援を行う国家資格を創設する法律案を起草する運びとなったところである。政府は、公認心理師法の施行及び心理専門職の活用の促進に当たり、次の事項の実現に万全を期すべきである。 - 一 臨床心理士をはじめとする既存の心理専門職及びそれらの資格の関係者がこれまで培ってきた社会的な信用と実績を尊重し、心理に関する支援を要する者等に不安や混乱を生じさせないように配慮すること。 - 二 公認心理師が臨床心理学をはじめとする専門的な知識・技術を有した資格となるよう、公認心理師試験の受験資格を得るために必要な大学及び大学院における履修科目や試験の内容を定めること。 - 三 公認心理師法の施行については、文部科学省及び厚生労働省は、互いに連携し、十分協議した上で進めること。また、文部科学省及び厚生労働省を除く各省庁は、同法の施行に関し必要な協力を行うこと。 - 四 受験資格については、同法第七条第一号の大学卒業及び大学院課程修了者を基本とし、同条第二号及び第三号の受験資格は、第一号の者と同等以上の知識・経験を有する者に与えることとなるよう、第二号の省令を定めるとともに、第三号の認定を行うこと。 - 五 公認心理師が業務を行うに当たり、心理に関する支援を要する者に主治医がある場合に、その指示を受ける義務を規定する同法第四十二条第二項の運用については、公認心理師の専門性や自立性を損なうことのないよう省令等を定めることにより運用基準を明らかにし、公認心理師の業務が円滑に行われるよう配慮すること。 - 六 同法附則第五条の規定による施行後五年を経過した場合における検討を行うに当たっては、保健医療、福祉、教育等を提供する者その他の関係者との連携等の在り方についても検討を加えること。 - 右決議する。 | 」 |
| —衆議院文部科学委員会 平成二十七年九月二日 | |    |

| 「                                         | - 公認心理師法案に対する附帯決議 - 政府は、本法の施行及び心理専門職の活用の促進に当たり、次の事項について特段の配慮をすべきである。 - 一、臨床心理士を始めとする既存の心理専門職及びそれらの資格の関係者がこれまで培ってきた社会的な信用と実績を尊重し、心理に関する支援を要する者等に不安や混乱を生じさせないように配慮すること。 - 二、公認心理師が、臨床心理学を始めとする専門的な知識・技術を有した資格となるよう、公認心理師試験の受験資格を得るために必要な大学及び大学院における履修科目や試験の内容を適切に定めること。 - 三、本法の施行については、文部科学省及び厚生労働省は、互いに連携し、十分協議した上で進めること。また、その他の府省庁も、本法の施行に関し必要な協力を行うこと。 - 四、受験資格については、本法第七条第一号の大学卒業及び大学院課程修了者を基本とし、同条第二号及び第三号の受験資格は、第一号の者と同等以上の知識・経験を有する者に与えることとなるよう、第二号の省令の制定や第三号の認定を適切に行うこと。 - 五、公認心理師が業務を行うに当たり、心理に関する支援を要する者に主治医がある場合に、その指示を受ける義務を規定する本法第四十二条第二項の運用については、公認心理師の専門性や自立性を損なうことのないよう省令等を定めることにより運用基準を明らかにし、公認心理師の業務が円滑に行われるよう配慮すること。 - 六、本法附則第五条の規定による施行後五年を経過した場合における検討を行うに当たっては、保健医療、福祉、教育等を提供する者その他の関係者との連携等の在り方についても検討を加えること。 - 右決議する。 | 」 |
| —参議院文教科学委員会 平成二十七年九月八日 | |    |

## 根拠法令

### 法律
- 公認心理師法 - 総務省・法令データ提供システム

### 政令
- 公認心理師法施行令 - 総務省・法令データ提供システム

### 省令
- 公認心理師法に基づく指定試験機関及び指定登録機関に関する省令 - 総務省・法令データ提供システム
- 公認心理師法施行規則 - 総務省・法令データ提供システム